# Клеменция фон Хабсбург
Клеменция фон Хабсбург е германска принцеса и титулувана кралица на Унгария, съпруга на неаполитанския претендент за унгарския престол Карл Мартел Анжуйски.

## Произход и брак
Родена е през 1262 г. във Виена, Австрия. Дъщеря е на Рудолф I Хабсбург – император на Свещената Римска империя, и на Гертруда фон Хоенберг.
На 8 януари 1281 Клеменция е омъжена за неаполитанския принц Карл Мартел Анжуйски, син на неаполитанския крал Карл II Анжуйски.

## Кралица на Унгария
През 1290 г. умира вуйчото на Карл Мартел – унгарският крал Ласло IV, и съпругът на Клеменция обявява своите претенции за унгарската корона, правата си върху която той обосновава с факта, че по майчина линия е внук на унгарския крал Ищван V. През 1290 г. папа Николай IV признава правата на Карл Мартел и Клеменция върху властта в Унгария, а на следващата 1291 дори ги коронова за крал и кралица на Унгария. Въпреки това Карл Мартел така и не успява да се наложи в самата Унгария, където унгарските аристократи избрали за крал братовчед му Андраш III. Карл Мартел успява единствено да затвърди властта си над някои райони в Хърватия, която по това време се намира в персонална уния с Унгария.
Съпругът на Клеменция умира от чума през 1295 г. Годината на смъртта на самата Клеменция не е уточнена, като според някои предположения тя умира при раждането на най-малката си дъщеря през 1293 г. или няколко месеца след смъртта на съпруга си през 1295 г. Погребана е в Неапол.

## Потомство
Клеменция и Карл Мартел Анжуйски имат три деца:
- Карл Роберт Анжуйски (1288 – 1342), крал на Унгария
- Беатрикс Анжуйска (1290 – 1354)
- Клеменция Анжуйска (1293 – 1328), омъжена за френския крал Луи X